# Madre Santísima de la Luz
La Madre Santísima de la Luz es una advocación mariana venerada en la Ciudad de León, en Guanajuato (México), siendo la imagen original proveniente de Sicilia la que corona el altar mayor de su catedral.

## Representación
La Madre Santísima de la Luz, Titular de la  Catedral Basílica de León y Patrona de toda la Arquidiócesis de León, es una pintura que representa a María llevando en su brazo izquierdo al Niño Jesús, quien tiene en la mano derecha un corazón, y con la izquierda toma otro de una canasta llena de corazones que le presenta un ángel arrodillado. La Virgen detiene con su diestra un alma próxima a caer en las fauces de un dragón que representa al pecador y al infierno.
Dos ángeles mantienen sobre la cabeza de la Virgen una corona imperial; tres serafines están bajo sus pies, y otros de cada lado completan el cuadro.

## Historia
Se dice que el Sacerdote Jesuita Juan Antonio Genovesi, que residía en Palermo (Sicilia), deseando tener una imagen de la Virgen para llevarla en sus misiones, se la pedía con insistencia a la misma Virgen. Cierta persona, que algunos dicen que era una religiosa, dijo que María se le había aparecido manifestando su voluntad que se pintase la imagen tal y como se había presentado; como esta primera pintura no fuera del agrado de la Virgen, ofreció la propia Virgen María estar presente ante su sierva, a fin de que esta pudiera ir dirigiendo al pintor cuando trabajase en la obra, aunque el pintor no la vería.
Terminando el Cuadro, sonriendo la Virgen, dispuso que se le invocara con el título de Madre Santísima de la Luz; bendijo el Cuadro y aseguró que colmaría de favores a cuantos la honrasen e invocasen bajo dicho nombre. Esto habría ocurrido en el año de 1722.
Al llegar a México el cuadro original de la Madre Santísima de la Luz y deseando los Padres Jesuitas que la imagen quedase definitivamente en algún templo de la Compañía, dejaron que el cielo lo resolviese por medio de un sorteo, que por tres veces fue favorable a la residencia de la Villa de León de México, por lo cual se acató la voluntad de Dios y la imagen de la Madre Santísima de la Luz llegó a esta Ciudad, antes una humilde Villa, el 2 de julio de 1732.  La Sagrada Congregación para los Sacramentos y el Culto Divino, por medio de un Documento de 8 de junio de 1972, concedió para toda la Diócesis que la Fiesta de la Visitación se siguiera celebrando el 2 de julio con carácter de Solemnidad.